# Крістінн Стейндорсон
Заголовок цієї статті — це ісландське ім'я, де Крістінн — особове ім'я, а Стейндорсон — ім'я по батькові. 
Крістінн Стейндорсон (* ісл. Kristinn Steindórsson, нар. 29 квітня 1990, Рейк'явік) — ісландський футболіст. Виступає у складі футбольного клубу «Брейдаблік» та молодіжну збірну Ісландії.

## Досягнення
- Чемпіон Ісландії (3):

«Брєйдаблік»: 2010, 2022, 2024
- Володар Кубка Ісландії (1):

«Брєйдаблік»: 2009
- Володар Суперкубка Ісландії (2):

«Брєйдаблік»: 2023, 2025
- Володар Кубка ісландської ліги (1):

«Брєйдаблік»: 2024